# Comuna Kîiinka, Cernihiv
Kîiinka (în ucraineană Киїнка) este o comună în raionul Cernihiv, regiunea Cernihiv, Ucraina, formată din satele Hușciîn, Javînka și Kîiinka (reședința).

## Demografie
Componența lingvistică a comunei Kîiinka
     Ucraineană (96,08%)
     Rusă (3,58%)
     Alte limbi (0,31%)
Conform recensământului din 2001, majoritatea populației comunei Kîiinka era vorbitoare de ucraineană (96,08%), existând în minoritate și vorbitori de rusă (3,58%).